# START-PROF
СТАРТ-ПРОФ — программа для расчета на прочность трубопроводов различного назначения методами строительной механики, разработанная НТП Трубопровод. Программа производит расчеты на прочность, устойчивость и усталостную прочность трубопроводов как стержневых систем. Производит проверку деформаций компенсаторов, герметичности фланцевых соединений, нагрузок на опоры и крепления, насосы, турбины, компрессоры, аппараты воздушного охлаждения (АВО), промышленные печи, выбор пружинных подвесок.
Работает под операционной системой Microsoft Windows.

## Отрасли
СТАРТ-ПРОФ широко используется с следующих отраслях: нефть и газ, энергетика, тепловые сети, нефтепереработка и нефтехимия, химия, металлургия и др.

## История
СТАРТ-ПРОФ разрабатывается с 1965 года для Минск-22, первоначальное название программы «СТ-1», «СТ-1М», разработка велась в институте ГИПРОКАУЧУК. Авторы В. Я. Магалиф, Е. Е. Шапиро.
В 1969 начались поставки СТАРТ-ПРОФ в другие организации.
В 1972 программа переписана на компьютер Минск-32.
В 1972 программа переписана на компьютер ES-1040.
В 1992 программа переписана под MS-DOS под названием «СТАРТ», разработка перешла в СП «КИБЕРТЕК».
В 2000 программа переписана под Microsoft Windows, авторы В. Я. Магалиф, Е. Е. Шапиро, А. В. Бушуев, А. В. Матвеев, разработка перешла в НТП «Трубопровод».
С 2000 год по настоящее время программа «СТАРТ» стала стандартом в России и странах СНГ для расчета на прочность трубопроводов, количество организаций пользователей более 3000.
В 2017—2019 программа переведена на Китайский и Английский языки, название измененено на «СТАРТ-Проф». Добавлены зарубежные нормы ASME, EN, CAN, BS, GB.
В 2016 году СТАРТ-Проф официально зарегистрирован за № 1487 в Реестре отечественного программного обеспечения Приказом Минкомсвязи России от 06.09.2016 № 426